# 巴音陶亥镇
巴音陶亥镇，是中华人民共和国内蒙古自治区乌海市海南区下辖的一个乡镇级行政单位。

## 行政区划
巴音陶亥镇下辖以下地区：
羊路井村、四新村、一棵树村、万亩滩村、东兴村、渡口村、曙光村、赛汗乌素村和卓山至骆驼山矿区社区。

## 交通
- 244国道0公里起点。